# Myelosperma gigasporum
Myelosperma gigasporum är en svampart som beskrevs av Aptroot 1998. Myelosperma gigasporum ingår i släktet Myelosperma och familjen Myelospermataceae.   Inga underarter finns listade i Catalogue of Life.